# La città di ghiaccio
La città di ghiaccio (Subterranean) è un romanzo avventuroso e techno-thriller del 1999 scritto da James Rollins.
È una ripresa contemporanea del tema del mondo perduto.
È stato pubblicato in italiano da Editrice Nord nel 2015.

## Trama
Sotto i ghiacci dell'Antartide, nelle profondità della Terra, da una caverna sotterranea parte un magnifico labirinto sotterraneo, un luogo di meraviglie e di orrori oltre ogni immaginazione. Un gruppo di specialisti, guidato dall'archeologa Ashley Carter, inizia un'avventura per esplorare questo luogo segreto e per scoprirne le ricchezze. Presto scoprono tuttavia di non essere i primi: altri hanno percorso i loro passi, ma ne trovano solo i resti. Le caverne del labirinto costituiscono un ecosistema sotterraneo con la presenza di primordiali mammiferi, alcuni intelligenti, altri selvaggi e tutto al di là della portata della moderna conoscenza.

## Edizioni
- James Rollins, La città di ghiaccio, traduzione di C. Ingiardi, collana Narrativa Nord, Nord, 2015,  p. 410, ISBN 978-88-429-2656-6.